# Eスポーツスタジアム
EスポーツスタジアムとはGoodplayer.jpが主催で行っているエレクトロニック・スポーツ(Eスポーツ)大会の事である。テーマは「試合（ゲーム）にはドラマとメッセージがある」。

## 概要
現在日本で唯一の賞金つき大会であるのが特徴なEスポーツイベントである。第1回大会は2006年1月にBIGLAN Soket2との共催で行われ、種目はQuake4で行われた。2006年11月の第5回大会より種目がWarsowとWarcraft IIIの2種目に増加する。
その後BIGLANが開催されなかった事もあり沈黙を保っていたが、2007年8月に単独で開催され、種目はWarsow、Warcraft3に加え、旋光の輪舞とHalo 2が加わり4種目に、開催も1日開催から2日開催へと大幅にスケールアップした。
2007年度は12月にBIGLANとの共催で行われる事が決定している。

## 歴代優勝者
- 第1回 Quake4/Yuuki選手
- 第2回 Quake4/S21.0選手
- 第3回 Quake4/Coyote選手
- 第4回 Quake4/Yuuki選手
- 第5回 Warsow/bluespear選手、Warcraft III/nemuke選手
- 第6回 Warsow/fumio選手、Warcraft III/TTaM.TaC選手、旋光の輪舞/Zijii ver202選手、Halo 2/halomam選手
- 第7回 Warsow/bluespear選手、Warcraft III/Saito.選手、旋光の輪舞/Zijii ver202選手